# Orestias incae
Orestias incae är en fiskart som beskrevs av Garman, 1895. Orestias incae ingår i släktet Orestias och familjen Cyprinodontidae. Inga underarter finns listade i Catalogue of Life.